# エイブラハム・ボールドウィン
エイブラハム・ボールドウィン（英語: Abraham Baldwin、1754年11月23日 - 1807年3月4日）は、現在のアメリカ合衆国ジョージアの政治家、愛国者であり、ジョージアの代表として連合会議に出席し、アメリカ合衆国憲法に署名したことで、アメリカ合衆国建国の父の一人となった。憲法採択後、ジョージア州選出のアメリカ合衆国下院および上院議員を務めた。アラバマ州とジョージア州の各ボールドウィン郡およびジョージア州南部にあるエイブラハム・ボールドウィン農業大学はボールドウィンに因んで名付けられた。

## 生涯

### 初期の経歴
コネチカットのギルフォードで生まれた。父は2人の妻により12人の子供をもうけた鍛冶屋であり、ボールドウィンは次男であった。ボールドウィン以外にも家族の何人かはその人生で名声を得た。姉妹のルース・ボールドウィンは詩人で外交官のジョエル・バーローと結婚し、異母弟のヘンリー・ボールドウィンはアメリカ合衆国最高裁判所陪席判事になった。父は大望があり、子供達の教育のために重い借金をした。
ボールドウィンは地元の村の学校に通った後、1772年にニューヘイブン近くにあるイェール大学を卒業した。3年後に大学で牧師と講師になった。その職を1779年まで続け、その後大陸軍の従軍牧師として仕えた。2年後、イェール大学から神学教授の申し出があったが断った。独立戦争後は牧師としてまた教育者としての務めを再開する代わりに、法律の勉強を初め、1783年にはフェアフィールドの法廷弁護士として認められた。
ボールドウィンがイェール大学の神学教授という権威ある職を断った後で、ジョージア邦知事のライマン・ホールが州内の中等および高等教育の教育計画を作る責任者を引き受けるよう依頼してきた。ボールドウィンはジョージアのような辺境の国が発展するには教育が鍵となると強く信じていた。ジョージア邦議会の下院議員に選ばれると、邦から土地利用許可を与え、アセンズにジョージア大学を設立するための予算化を含むことになる包括的教育計画を作成した。この努力によって、ジョージア大学が1785年1月27日に法人化されたとき、アメリカでは初めての邦認可学校となった。最初の計画段階である1785年から1801年まで、この大学の初代学長を務めた。1801年、ジョージア大学の最初のカレッジであるフランクリン・カレッジが開校し、ボールドウィンを継いだジョサイア・メイグスが学長になって第一期生の学生を監督した。この学校の建築はボールドウィンの母校であるイェール大学をモデルにしていた。

### 連合会議
ボールドウィンがジョージアに転居して1年以内に、法律実務を行うことについて議会の承認を得、ウィルクス郡に公有地の供与を受けた。ジョージア議会と連合会議の議員になった。2年後に父が死に、ボールドウィンは自分の持ち金から父の負債を払い、異母兄弟姉妹を教育した。
同じ年、フィラデルフィア憲法制定会議に参加したが、数ヶ月間は欠席した。通常は目立たない存在だったが、審議延長事項の委員会に出席し、大州小州の代議員数問題の解決にあたった。当初、上院には所有財産を元にした代表制に賛成していたが、おそらくはコネチカット邦代議員との密接な関係のために、小さな州が疎外されてしまうことを恐れるようになり、州毎に代表を送るという考え方に変えた。
1987年に公開されたボールドウィン自身の記録に拠れば、ジョージ・ワシントンとジェームズ・マディソンは、アメリカ合衆国憲法が20年以上続くとは予測していないと、ボールドウィンに個人的に告げたという。実際に書き換えられなければ（修正が無ければ）続くことはなかったであろう。

### アメリカ合衆国議会
憲法制定会議の後、アメリカ合衆国議会議員に選ばれ、これを18年間（下院で1789年から1799年、上院で1799年から1807年）務めた。この期間、アレクサンダー・ハミルトンの政策に対する手厳しい反対者となり、ニューイングランド生まれの他の議員大半とは異なり、マディソンやジェファーソン、つまり民主共和党に与した。上院では、議長代行を1年間務めた。

### 死去
1807年、53歳の時に短期間患っただけで死んだ。このときは上院議員を続けており、ワシントンD.C.のロッククリーク墓地に埋葬された。